# Hampsonodes promentoria
Hampsonodes promentoria är en fjärilsart som beskrevs av Paul Dognin 1907. Hampsonodes promentoria ingår i släktet Hampsonodes och familjen nattflyn. Inga underarter finns listade i Catalogue of Life.